# Santa Cruz da Vitória
Santa Cruz da Vitória è un comune del Brasile nello Stato di Bahia, parte della mesoregione del Sul Baiano e della microregione di Ilhéus-Itabuna.